# Гауланд, Александр
Александр Э́берхардт Га́уланд (нем. Alexander Eberhardt Gauland, род. 20 февраля 1941, Хемниц, Германия) — немецкий политик. С 2017 по 2019 год — один из двух председателей партии Альтернатива для Германии (АдГ). С 2017 по 2021 год — председатель фракции АдГ в бундестаге. С 2019 года — почётный председатель АдГ, с 2021 года — почётный председатель фракции АдГ в бундестаге.

## Биография
Родился 20 февраля 1941 года в городе Хемнице. Имя получил в честь русского императора. В 1959 году после окончания школы эмигрировал в ФРГ.
В 1970 году защитил диссертацию, получив степень доктора права.

### Политическая карьера
Гауланд состоял членом партии ХДС. В течение 15 лет был близким сотрудником Вальтера Вальмана, обер-бургомистра Франкфурта-на-Майне, федерального министра по охране окружающей среды, премьер-министра федеральной земли Гессен.
После того как Вальман в 1991 году проиграл выборы в ландтаг, Гауланд стал редактором газеты Märkische Allgemeine в Потсдаме, которая в то время принадлежала издательской группе Frankfurter Allgemeine Zeitung. Одновременно активно выступал как публицист в ведущих изданиях.
В 2013 году стал одним из учредителей евроскептической партии Альтернатива для Германии (АдГ). В 2014 избран депутатом ландтага Бранденбурга по партийному списку, был председателем депутатской фракции АдГ. С 2017 по 2021 год — председатель фракции АдГ в бундестаге. С 2019 года — почётный председатель АдГ, с 2021 года — почётный председатель фракции АдГ в бундестаге.
Выступает за отмену санкций против России. В 2025 году стал старейшим депутатом бундестага.

## Высказывания
Гауланд известен своими высказываниями, вызывающими широкие протесты. К ним относится тезис, что немцы уже достаточно разобрались со своей историей, связанной с национал-социализмом, и что под этой темой должна быть подведена черта. Также он заявил, что, несмотря на преступность системы, миллионы немецких солдат доблестно выполняли свой долг и поэтому у современных немцев должно быть право ими гордиться. По его словам, он не испытывает стыда за преступления немецкого народа, так как ни сам, ни его предки не были с этим связаны лично. В то же время, Гауланд считает возможным и нужным гордиться достижениями немцев за их тысячелетнюю историю.